# Хана Еберг
Хана Еберг (швед. Hanna Öberg; Кируна, 2. новембар 1995) шведска је биатлонка.
На Светском јуниорском првенству 2016. освојила је злато у спринту и потери, а сребро са штафетом 2012. и 2016.
На Светском првенству за сениоре такмичила се 2017. и најбоље пласмане остварила је у штафетама, шесто место је освојила са женском и мешовитом штафетом.
На Олимпијским играма у дебитује Пјонгчану 2018. Злато је освојила у појединачној трци на 15 км, сребро у штафети, пета места у потери и масновном старту и седмо место у спринту.